# محافظة ليبو
ليبو (بالصينية: 荔波县) هي محافظة في الصين تابعة لمقاطعة قويتشو. يبلغ عدد سكانها 160000 نسمة حسب إحصائيات سنة 2002. تبلغ مساحتها 2432 كم².

## المناخ
يظهر الجدول التالي التغييرات المناخية على مدار السنة لمحافظة ليبو:
| البيانات المناخية لـمحافظة ليبو                  | البيانات المناخية لـمحافظة ليبو | البيانات المناخية لـمحافظة ليبو | البيانات المناخية لـمحافظة ليبو | البيانات المناخية لـمحافظة ليبو | البيانات المناخية لـمحافظة ليبو | البيانات المناخية لـمحافظة ليبو | البيانات المناخية لـمحافظة ليبو | البيانات المناخية لـمحافظة ليبو | البيانات المناخية لـمحافظة ليبو | البيانات المناخية لـمحافظة ليبو | البيانات المناخية لـمحافظة ليبو | البيانات المناخية لـمحافظة ليبو | البيانات المناخية لـمحافظة ليبو |
| الشهر                                            | يناير                           | فبراير                          | مارس                            | أبريل                           | مايو                            | يونيو                           | يوليو                           | أغسطس                           | سبتمبر                          | أكتوبر                          | نوفمبر                          | ديسمبر                          | المعدل السنوي                   |
| ------------------------------------------------ | ------------------------------- | ------------------------------- | ------------------------------- | ------------------------------- | ------------------------------- | ------------------------------- | ------------------------------- | ------------------------------- | ------------------------------- | ------------------------------- | ------------------------------- | ------------------------------- | ------------------------------- |
| الدرجة القصوى °م (°ف)                            | 26.2 (79.2)                     | 32.3 (90.1)                     | 34.4 (93.9)                     | 35.8 (96.4)                     | 36.1 (97.0)                     | 36.5 (97.7)                     | 37.9 (100.2)                    | 39.2 (102.6)                    | 37.3 (99.1)                     | 35.6 (96.1)                     | 31.3 (88.3)                     | 29.2 (84.6)                     | 39.2 (102.6)                    |
| متوسط درجة الحرارة الكبرى °م (°ف)                | 12.6 (54.7)                     | 14.7 (58.5)                     | 18.7 (65.7)                     | 24.2 (75.6)                     | 27.8 (82.0)                     | 30.0 (86.0)                     | 31.6 (88.9)                     | 32.2 (90.0)                     | 29.8 (85.6)                     | 25.0 (77.0)                     | 20.7 (69.3)                     | 15.8 (60.4)                     | 23.6 (74.5)                     |
| المتوسط اليومي °م (°ف)                           | 8.5 (47.3)                      | 10.5 (50.9)                     | 14.1 (57.4)                     | 19.2 (66.6)                     | 22.8 (73.0)                     | 25.2 (77.4)                     | 26.4 (79.5)                     | 26.2 (79.2)                     | 23.8 (74.8)                     | 19.6 (67.3)                     | 15.0 (59.0)                     | 10.4 (50.7)                     | 18.5 (65.3)                     |
| متوسط درجة الحرارة الصغرى °م (°ف)                | 5.7 (42.3)                      | 7.7 (45.9)                      | 10.9 (51.6)                     | 15.7 (60.3)                     | 19.2 (66.6)                     | 22.0 (71.6)                     | 23.2 (73.8)                     | 22.6 (72.7)                     | 19.9 (67.8)                     | 16.1 (61.0)                     | 11.4 (52.5)                     | 6.8 (44.2)                      | 15.1 (59.2)                     |
| أدنى درجة حرارة °م (°ف)                          | −4.3 (24.3)                     | −1.9 (28.6)                     | 0.0 (32.0)                      | 3.8 (38.8)                      | 7.9 (46.2)                      | 12.5 (54.5)                     | 15.7 (60.3)                     | 17.5 (63.5)                     | 11.8 (53.2)                     | 5.3 (41.5)                      | −0.1 (31.8)                     | −4.0 (24.8)                     | −4.3 (24.3)                     |
| الهطول مم (إنش)                                  | 26.2 (1.03)                     | 34.5 (1.36)                     | 45.8 (1.80)                     | 94.9 (3.74)                     | 160.7 (6.33)                    | 249.2 (9.81)                    | 215.7 (8.49)                    | 178.0 (7.01)                    | 88.7 (3.49)                     | 59.5 (2.34)                     | 37.9 (1.49)                     | 20.8 (0.82)                     | 1٬211٫9 (47.71)                 |
| متوسط الرطوبة النسبية (%)                        | 74                              | 74                              | 75                              | 77                              | 78                              | 82                              | 83                              | 82                              | 79                              | 77                              | 76                              | 72                              | 77                              |
| المصدر: China Meteorological Data Service Center |                                 |                                 |                                 |                                 |                                 |                                 |                                 |                                 |                                 |                                 |                                 |                                 |                                 |